# Сурхай ибн Гарай-бек
Чолак Сурхай-хан I Гази-Кумухский, Сурхай Ӏ ибн Гарая или Сурхай-Мустафа-бей, Чулак-Сурхай Халклавчи — правитель Гази-Кумухского ханства, Кюры, Ширвана, Кубы, Сурхай ибн Гарай-бек и вали Дагестана из шамхальского дома. Завоевал Ширван в 1722 году, хан Ширванский в 1728-34 годах. Один из руководителей борьбы горцев Дагестана против иранской экспансии, участвовал в разгроме войск Надир-шаха.

## Правление
В 1700 году лаки дали своему правителю популярный титул — хан. Совет старшин избрал правителем Сурхай-хана I (1680—1748), сына Герея сына Алибека II из рода Тарковских шамхалов.
Сыновья Алибека II, Сурхай и Герей, умерли ещё при его жизни. У старшего Сурхая было семь сыновей, а у младшего Гарая один сын Сурхай. Согласно обычаю власть переходила по наследству и старший сын Сурхая должен был стать халклавчи, но народ избрал правителем Сурхая, сына Герея. Семеро сыновей старшего Сурхая не смирились с утратой власти. Недалеко от Кази-Кумуха завязался бой. Сыновья старшего Сурхая были побеждены и бежали. Из них, Алибек поселился в Телетле, Алихан в Гоцатле, Гунащхан в Гоноде, Бурхай в Буркихане.
С именем Сурхай-хана 1 связан один из самых ярких, героических эпизодов в истории лакского народа. Сурхай-хан железной рукой положил конец смутам, восстановил порядок и покой в Лакии, расширил пределы своего ханства, возродил после распада шамхальства былое величие и значение Гази-Кумуха, как одного из влиятельнейших политических центров Дагестана, независимого субъекта международных отношений. Утвердившись у власти, Чолак-Сурхай-хан приступил к укреплению государства. Он урезал права сельских джамаатов и ликвидировал самостоятельность магалов. Тем самым Сурхай создал единое лакское государство с сильной центральной властью, которое называлось Казикумухское ханство.
Известный на Кавказе Мухаммад-Амин, был внуком Гунащхана (сын Сурхая, сын Алибека II, сын Тучелава, сын Алибека I, сын Будай-шамхала Тарковского).
Генерал-историк В. А. Потто сообщал: «Казикумык и поныне хранит память о мудром основателе своей независимости. И не один Казикумык — весь Дагестан знает славное имя Чолака, давшего своей стране такое веское значение, что все владетели, союзы и общества Дагестана искали дружбы и покровительства его. Чолак-Сурхай — любимый герой дагестанских легенд. Самое достижение им власти облечено в легендарные формы».
Российский историк Бутков пишет: 
...Сурхай-Хана, владетеля казыкумукского народа в Дагистане, коего владения разделялись и тогда, как ныне, на две области: одна, собственно Кумуками населенная, лежит в северном Дагистане, на первой полосе Черных гор, выше Табассарана и владения усмиева; другая, называется Кюре или Кура, обитаема Лезгами, лежит в горах, между табассаранского и кубинского владений, между рек Самура и Гурген.